# Беллемонт (Оклахома)
Беллемонт (англ. Bellemont) — населений пункт в окрузі Поттаватомі, штат Оклахома, США, розташований на висоті 319 метрів над рівнем моря. Він знаходиться менш ніж за 7 миль (11 км) на захід-південний захід від міста Праг.
Беллемонт вважається одним із можливих місць народження Джима Торпа, олімпійського чемпіона Стокгольмських Олімпійських ігор 1912 року.